# Acarigua
Acarigua is een stad in het noordwesten van Venezuela in de staat Portuguesa aan de gelijknamige rivier. Er wonen ca. 180.000 mensen.
Acarigua is een verkeers- en handelscentrum. Ze heeft een grote landbouwmarkt en een nationale luchthaven.

## Religie
De stad is de zetel van het rooms-katholieke bisdom Acarigua-Araure.

## Geboren
- Jesús Valenzuela (1983), voetbalscheidsrechter
- Alain Baroja (1989), voetballer
- Juan Falcón (1989), voetballer

## Afbeeldingen

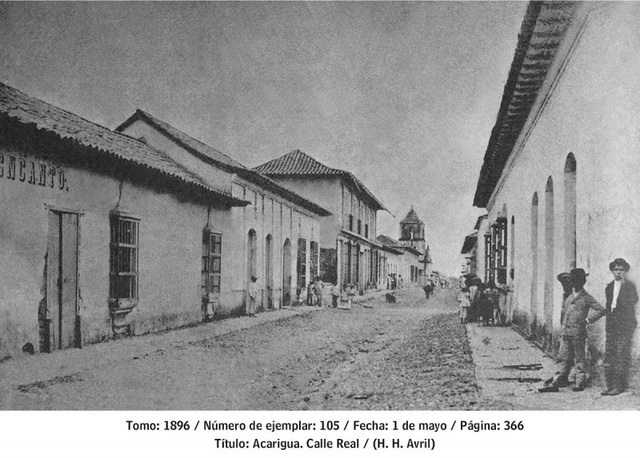
Acarigua in 1896
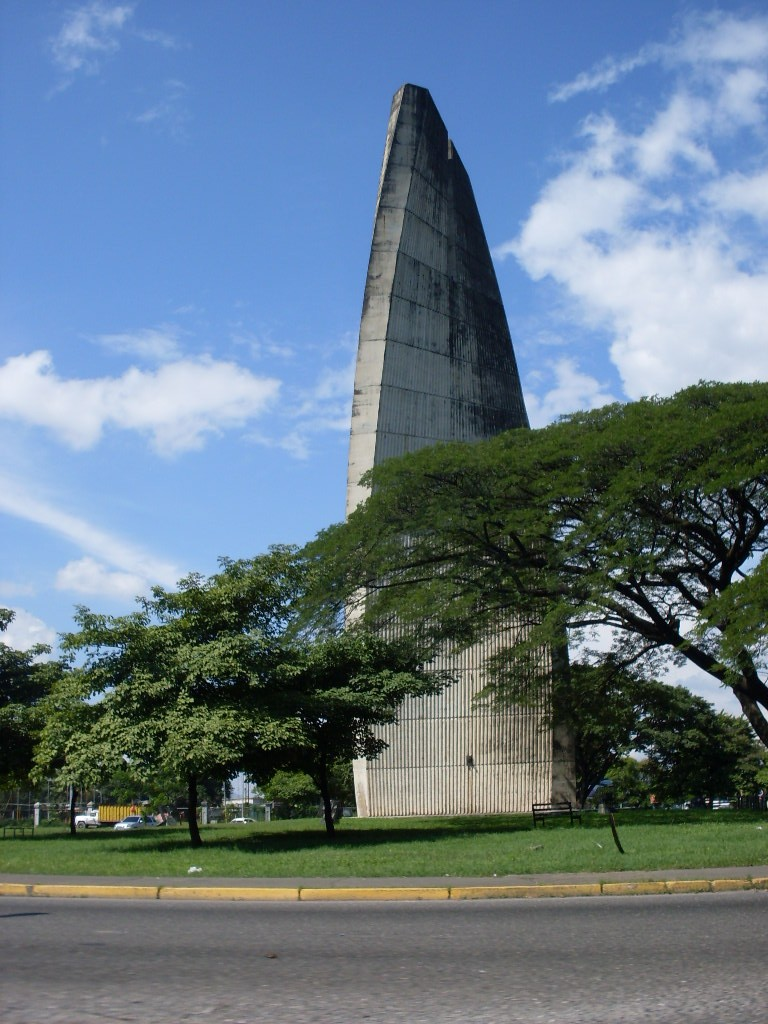
Kunst in het centrum van Acarigua
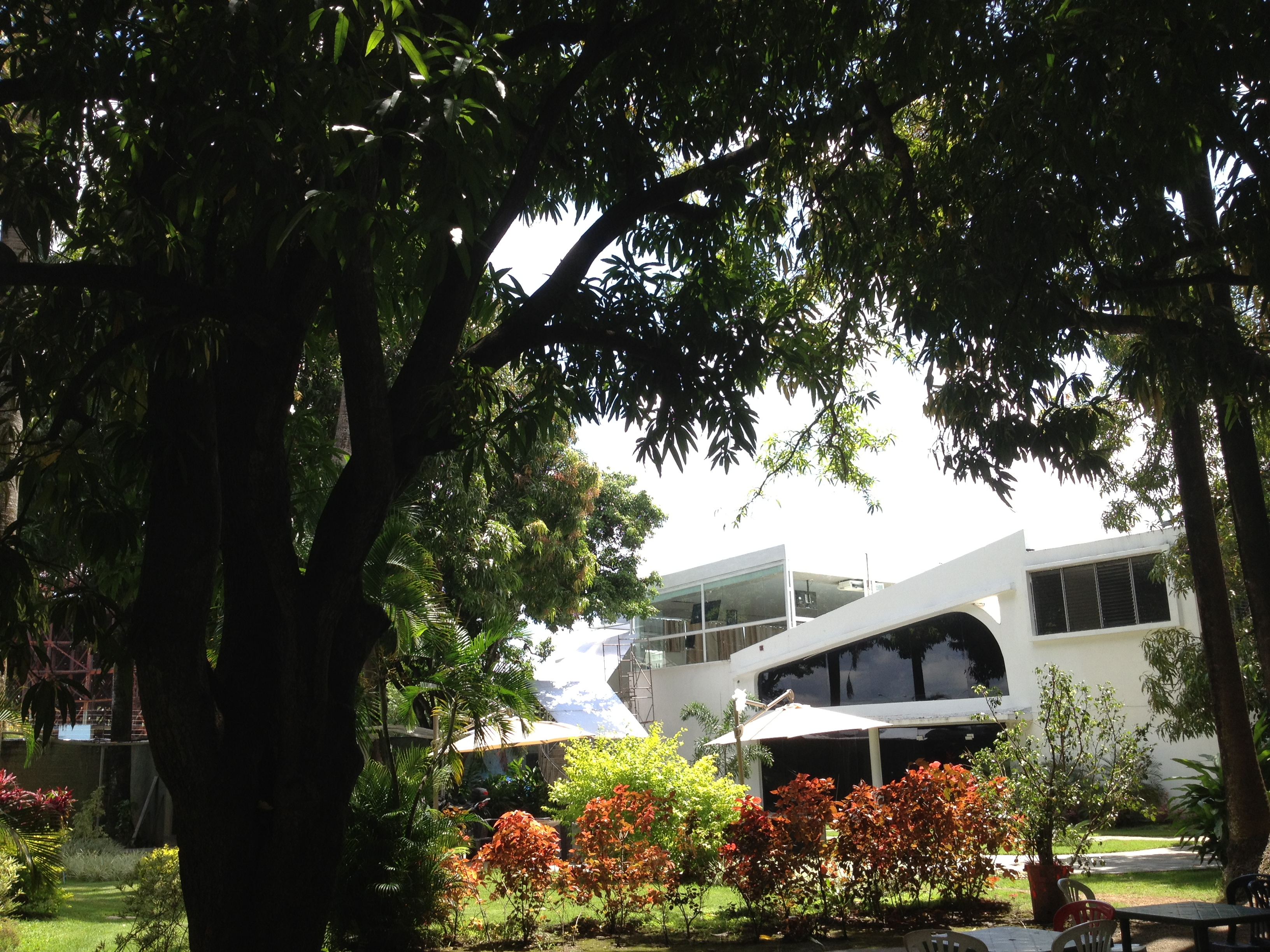
Kunstmuseum, Acarigua